# Texas Twister
Texas Twister, (Drew Daniels) es un superhéroe ficticio que aparece en los cómics estadounidenses publicados por Marvel Comics. El personaje fue creado por el escritor Roy Thomas y el dibujante George Pérez y apareció por primera vez en Fantastic Four vol. 1 # 177 (diciembre de 1976). Era un súper agente de S.H.I.E.L.D., fue miembro de Los Vengadores, Los Defensores, Los Guardabosques y más.

## Historial de publicaciones
Texas Twister apareció por primera vez en Fantastic Four vol. 1 # 177 (diciembre de 1976), y fue creado por el escritor Roy Thomas y el dibujante George Pérez. Un año después, con el escritor Don Glut y el dibujante John Buscema, Roy Thomas desarrolló aún más su creación en Capitán América vol. 1 # 217 (enero de 1978). Texas Twister se convirtió en miembro de Super Agentes de S.H.I.E.L.D.. Este equipo también fue representado en el próximo número de Capitán América escrito por Don Glut y dibujado por Sal Buscema. Los escritores Roger Slifer y Len Wein utilizaron el personaje de vaquero y lo convirtió en un oponente de la Antorcha Humana en Fantastic Four vol. 1 # 192 (marzo de 1978). El tema fue elaborado por su cocreador George Pérez. Los Súper Agentes de S.H.I.E.L.D. reaparecieron en el Capitán América vol. 1 # 228-229 (diciembre de 1978 - enero de 1979), escrito por Roger McKenzie y dibujado por Sal Buscema. Texas Twister apareció en un flashback en la historia "Aftermath" publicada en Captain America vol. 1 # 231 (marzo de 1979).
En la historia "¡Obtienes lo que necesitas!" publicado en Incredible Hulk vol. 1 # 265 (noviembre de 1981), Bill Mantlo y Sal Buscema crearon el equipo de superhéroes Rangers. Además de Texas Twister, el equipo está formado por los personajes occidentales Shooting Star, Firebird y el Phantom Rider (Hamilton Slade, entonces llamado Night Rider) y el contemporáneo Red Wolf. Junto a muchos superhéroes, Texas Twister apareció en la serie limitada de cómics de tres números Marvel Súper Héroe Concurso de Campeones (junio–agosto de 1982). La serie fue escrita por Mark Gruenwald con arte de John Romita, Jr. y Bob Layton. Los Rangers aparecieron en Incredible Hulk vol. 2 # 279 (enero de 1983) escrito por Bill Mantlo.
Texas Twister ha sido identificado como uno de los 142 superhéroes registrados que aparecen en la portada del cómic Avengers: The Initiative #1 (junio de 2007). El personaje apareció en los números 1, 2 y 19 de esta serie.
En 2012, el escritor Chris Yost eligió al equipo de Texas, Los Rangers para entrar en conflicto con el nuevo superhéroe de Houston, Araña Escarlata, en la historia "The Second Master" en Scarlet Spider # 7-9. En una entrevista con Comic Book Resources, en una pregunta sobre los antagonistas en la historia, Chris Yost respondió "También verás un grupo de superhéroes conocido del sudoeste estadounidense llamado: "También verás a un conocido grupo de superhéroes del sudoeste de los Estados Unidos llamado - ¡Esperen - Los Rangers! ¡Texas Twister! ¡Shooting Star! ¡Lobo rojo! ¡Rayo viviente! ¡Ave de Fuego! ¡Incluso uno o dos héroes nuevos! Scarlet Spider luchará contra ellos".
Texas Twister tiene entradas en el Manual Oficial del Universo Marvel vol. 1 # 11, OHOTMU Deluxe Edition # 13, OHOTMU Master Edition, All-New OHOTMU Update # 4 y tiene una entrada parcial en Civil War Files.

## Biografía del personaje ficticio
Drew Anthony Daniels nació en Amarillo, Texas. Está trabajando como ganadero en un rancho cuando un tornado y la radiación de un reactor nuclear cercano lo afectan al mismo tiempo. El efecto neto fue darle el poder de generar tornados a voluntad. Llamándose a sí mismo Texas Twister, responde a un anuncio en el periódico colocado por el Mago para llenar una vacante en Los 4 Terribles. Cuando descubre que no le pagarían para unirse, Twister declinó su membresía.
En su lugar, acepta la oferta de unirse al programa Súper-Agente desarrollado por S.H.I.E.L.D.. Cuando intenta el programa, se enfrenta con el Capitán América. Entró en una carrera de autos a campo traviesa con la Antorcha Humana, y lo exploró para el programa. Más tarde fue visto entrenando con el Capitán América nuevamente; sin embargo, dos de los cuatro aprendices de superagentes, Blue Streak y Vamp, resultan ser traidores, por lo que Texas Twister se retira y el programa se disolvió.
Twister decide usar sus poderes para ganarse la vida y se unió al Rodeo Extravaganza de Cody, como intérprete de rodeo. Allí conoce a Shooting Star, quien se convertiría en su socia tanto profesional como personalmente. Intentando obtener publicidad para sí mismos, Star y Twister responden a una llamada de Rick Jones, buscando la ayuda de los Vengadores para contener el alboroto de Hulk. La pareja se encuentra con Firebird, Night Rider y Red Wolf, y después de rescatar a Rick Jones del Corruptor, los cinco decidieron continuar trabajando juntos como el equipo de aventureros conocidos como los Rangers. Texas Twister fue secuestrado para participar en el "Concurso de Campeones" original, pero terminó siendo uno de los héroes que quedaron en la arena para mirar.
La identidad de Shooting Star fue tomada en algún momento por un demonio llamado Riglevio en el empleo de Maestro Pandemonio, quien creía que Firebird era uno de los poseedores de su alma fragmentada. Para evitar que los Rangers se reúnan regularmente y tal vez lo representen una amenaza antes de que haya completado su estudio de Firebird, Pandemonio envía al demonio para tomar el lugar de Shooting Star. Firebird, sin embargo, creía que el demonio se escondía entre la rama de la Costa Oeste de los Vengadores y, con su guía, los Rangers se enfrentaron a los héroes. Esto sirve para sacar al demonio de su escondite. El demonio afirma que Shooting Star era un disfraz humano que había tomado mucho antes, y que nunca hubo una Victoria Star. Los Vengadores encarcelaron al demonio en su Compuesto y comenzaron una investigación del Maestro Pandemonium. Por sus propias razones no reveladas, Texas Twister no los acompañó. Phantom Rider lo ayudó a tratar de convocar a un demonio para ayudarlo a vengarse, pero en su lugar, convocaron a Arkon, que intentó atacar a los Vengadores.
Pronto, sin embargo, Texas Twister regresa al Compuesto de los Vengadores en un momento en que Hawkeye estaba solo, exigiendo ver al demonio cautivo. Twister declara su amor por el demonio, que se convierte de nuevo en Shooting Star. Texas Twister continuó explicando que el demonio había acudido a él hacía meses cuando los poderes de Twister parecían desvanecerse, por lo que temía perder a Shooting Star si su acto de rodeo se rompía debido a sus poderes perdidos. El demonio ofreció aumentar los poderes del Twister a cambio de su alma, y el Twister estuvo de acuerdo, pero después de que sus poderes fueron restaurados, rogó que se salvara. El demonio se hace cargo de Shooting Star en su lugar. El demonio procede a lanzar un hechizo que evita que Twister le cuente a nadie sobre esto. El hechizo no evitó que Twister investigara el ocultismo por su cuenta; así es como encuentra una manera de romper el hechizo original del demonio. Después de exorcizar al demonio de Shooting Star, el demonio posee el propio Twister y lucha contra Hawkeye y Shooting Star. Finalmente, Star amenaza con matar al demonio en lugar de permitir que la posesión continúe, y el demonio se aprisiona a regañadientes en una estatua. Texas Twister y Shooting Star finalmente se reencuentran.
El supervillano Gravitón intentó conquistar el mundo y suspendió a muchos héroes en el aire usando sus poderes. Texas Twister, junto con el resto de los Rangers, se encontraban entre ellos. Los Thunderbolts derrotaron a Graviton y los héroes regresaron al suelo. Texas Twister luego luchó contra Southpaw en Texas.
Durante la historia de Civil War, Texas Twister fue reclutado por los Thunderbolts para ayudar a reunir superhéroes no registrados como una forma de trabajar en las propiedades públicas que destruyó accidentalmente cuando estaba borracho. Fue colocado como líder del Escuadrón Beta del Ejército Thunderbolts, cubriendo el área de Los Ángeles.
Semanas después de la conclusión del evento de Civil War, Texas Twister fue visto como miembro del nuevo equipo de superhéroes patrocinado por el gobierno de Texas, los Rangers revividos, como parte del Programa de Iniciativa de 50 Estados. Usando una base flotante llamada 'Terrorcarrier', HYDRA ataca Crawford (Texas), un lugar de vacaciones para el Presidente George W. Bush. Él y sus compañeros Rangers se unen a un gran grupo de héroes para atacar al carrier. Twister está herido en el tiroteo. El carrier es destruido y el presidente ileso.
Durante la historia Secret Invasion, Texas Twister estaba con los Rangers cuando, Delroy Garrett / 3-D Man, y Eric O'Grady / Ant-Man luchaban contra un Skrull que se hacía pasar por Lobo, el lobo de Lobo Rojo.. Los Rangers entran en conflicto con Kaine alias Araña Escarlata en Houston, luego unieron fuerzas con él para luchar contra un monstruo hecho de pura energía.
Durante la historia del Imperio Secreto, Texas Twister se une al metro cuando Hydra se apodera de los Estados Unidos.

## Poderes y habilidades
Gracias al bombardeo de partículas radiactivas durante un tornado, Texas Twister tiene la capacidad psicoquinética de acelerar las moléculas de aire a alta velocidad, creando así una masa de remolinos de viento a su alrededor. Aunque generalmente crea el tornado consigo mismo en el centro, puede crear tornados a una distancia de hasta 100 pies (30 m) de su cuerpo. Puede controlar el tamaño del tornado a voluntad y puede crear un tornado de 200 pies (61 m) de diámetro con vientos exteriores que se mueven a velocidades de hasta 225 mph (362 km / h). Tal viento que se arremolina sobre su cuerpo es capaz de levantarlo del suelo y sostenerlo en el aire. Tiene reflejos sobrehumanos y diversas habilidades que le permiten resistir los rigores del movimiento dentro de un tornado, como una piel más densa para evitar la pérdida de calor no deseada, quemaduras por fricción y abrasiones de partículas, visión mejorada y un alto grado de resistencia al mareo y al movimiento de enfermedad.
Texas Twister es un experto jinete de rodeo, lanzador de lazo y francotirador. También se ha sometido a entrenamiento de combate desarmado S.H.I.E.L.D.

## En otros medios
Texas Twister apareció en el episodio de Fantastic Four: World's Greatest Heroes, episodio "La Cura". Después de que Thing había sido restaurado de nuevo a Ben Grimm, Texas Twister audicionó para ser su reemplazo junto al Capitán Ultra, Flatman, Hombre Rana, She-Hulk y Chica Ardilla. Accidentalmente puso la sala de audiciones en desorden cuando activó uno de sus trabalenguas y fue rechazado. En una entrevista con Marvel Animation Age, en el comentario "Hay muchos cameos en la escena de 'audición' de la FF, incluido el fabuloso Hombre Rana y Texas Twister...", el escritor Dan Slott declaró "Y ¡Capitán Ultra! ¡No se olviden del Capitán Ultra! ¡Qué patada, ¿verdad? No puedo creer que haya contribuido a llevar a Texas Twister a la pequeña pantalla. Ahora puedo morir feliz".